# Тріваля-Моштень
Тріваля-Моштень, Тріваля-Моштені (рум. Trivalea-Moșteni) — село у повіті Телеорман в Румунії. Адміністративний центр комуни Тріваля-Моштень.
Село розташоване на відстані 70 км на захід від Бухареста, 33 км на північ від Александрії, 113 км на схід від Крайови.

## Населення
За даними перепису населення 2002 року у селі проживали 1190 осіб, усі — румуни. Усі жителі села рідною мовою назвали румунську.